# Herbert Stein
Herbert Stein (Detroit, 27 augustus 1916 – Washington D.C., 8 september 1999) was een Amerikaans econoom. Hij was onder meer actief als voorzitter van de Council of Economic Advisers (Raad van Economische Adviseurs).

## Biografie
Stein was van Joodse komaf. Ten tijde van de Grote Depressie verhuisden hij en zijn familie van Detroit naar New York. Kort voor zijn zestiende verjaardag schreef Herbert Stein zich in bij het Williams College van Williamstown. Bij zijn afstuderen kreeg hij een eervolle onderscheiding van de Phi Beta Kappa Society. In 1958 verwierf hij aan de Universiteit van Chicago de graad van Doctor of Philosophy.
Hij schreef als eerste columns voor de online adviescolumn Dear Prudence, die in 1997 van start ging. Hij is vooral bekend van zijn "wet van Herbert Stein" welke hij in 1980 voor het eerst formuleerde.
Hij trouwde met de eveneens Joodse Mildred Stein. Hij is de vader van advocaat en acteur Ben Stein. Zijn dochter Rachel is schrijfster.
- Bibsys: 90644998
- Bibliothèque nationale de France: cb125557056 (data)
- CiNii: DA00198076
- Gemeinsame Normdatei: 170052672
- International Standard Name Identifier: 0000 0001 1494 4158
- Library of Congress Control Number: n50020799
- National Archives and Records Administration: 10581432
- Bibliotheek van het Japanse parlement: 00457556
- Nationale Bibliotheek van Tsjechië: kup20030000094903
- Nationale Bibliotheek van Israël: 987007451546205171
- Nederlandse Thesaurus van Auteursnamen: 070813507
- SNAC: w62k0jqb
- Système universitaire de documentation: 034847707
- Virtual International Authority File: 84504788
- WorldCat: E39PBJcWmYGBMTyxf6QvPjFBT3